# لوثيان الشرقية (دائرة انتخابية في المملكة المتحدة)
لوثيان الشرقية  (بالإنجليزية: East Lothian)‏ هي إحدى الدوائر الانتخابية في المملكة المتحدة الممثلة في مجلس العموم في برلمان المملكة المتحدة.
عضو البرلمان الذي يمثلها حالياً هو :Anne Moffat (Lab).